# Owingen

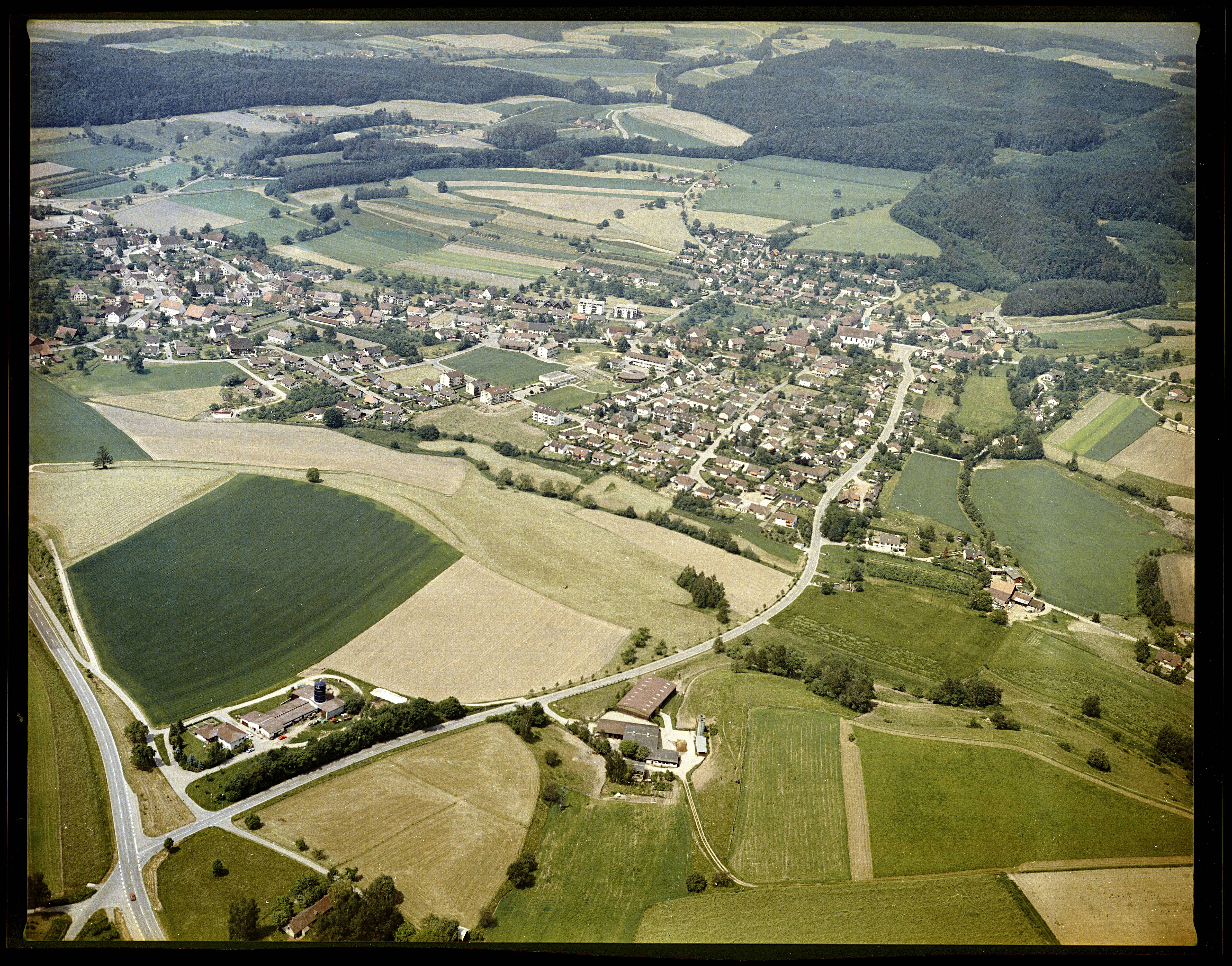
Luftbild von Owingen (1983)

Owingen ist eine Gemeinde im westlichen Bodenseekreis in Baden-Württemberg, Deutschland. Seit dem 1. Oktober 2022 darf die Gemeinde die Bezeichnung Erholungsort führen.

## Geographie

### Geographische Lage
Owingen liegt rund sechs Kilometer nördlich von Überlingen im Bodensee-Hinterland. Die bewaldete Kulturlandschaft im Urstromtal wird von vielen Seitentälchen eingeschnitten.
Hohenbodman liegt auf einem Sporn oberhalb des Aachtals.

### Gemeindegliederung
Die Gemeinde besteht aus dem Kernort Owingen und den Ortsteilen Billafingen, Hohenbodman und Taisersdorf.
Die Gemeinde hat auf einer Gesamtfläche von 36,72 km² 4.627 Einwohner (Stand 2023).
| Wappen | Ortsteil          | Einwohner | Fläche    |
| ------ | ----------------- | --------- | --------- |
| Wappen | Owingen (Kernort) | 3.336     | 16,11 km² |
| Wappen | Billafingen       | 753       | 9,17 km²  |
| Wappen | Hohenbodman       | 231       | 8,11 km²  |
| Wappen | Taisersdorf       | 307       | 3,33 km²  |

### Schutzgebiete
In Owingen liegen das Naturschutzgebiet Aachtobel und das Landschaftsschutzgebiet Drumlin „Im Hasenbühl“ und „Gegez“, zwei Teilgebiete des FFH-Gebiets Bodensee Hinterland bei Überlingen sowie vier Wasserschutzgebiete.

## Geschichte

### Erste Urkundliche Erwähnung
Die erste urkundliche Erwähnung Owingens befindet sich in der Petershauser Chronik von 1134. Die Gegend wurde jedoch schon im 5. Jahrhundert durch die Alemannen besiedelt. Der Ortsteil Taisersdorf wurde erstmals 1155 urkundlich erwähnt.

### Verbindung zum Kloster Salem
Durch die folgenden Jahrhunderte zog sich eine enge, wenn auch nicht immer reibungsfreie Verbindung mit dem Kloster Salem, dem die Ortschaft seit 1324 untergeordnet war.

### Dreißigjähriger Krieg
Im Dreißigjährigen Krieg wurde Owingen 1634 durch die Schweden zerstört und 1643 durch die Franzosen geplündert.

### Reichsdeputationshauptschluss
Mit dem Reichsdeputationshauptschluss und der Säkularisation des Reichsstifts Salem wurde Owingen badisch. Bei der Revolution stellte Owingen im Mai 1849 Waffen und Soldaten für die badische Bürgerwehr zur Verfügung.

### Nachkriegszeit
Den Strukturwandel nach dem Zweiten Weltkrieg bewältigte die Gemeinde gut und versechsfachte ungefähr ihre Einwohnerzahl bis heute. In den 1960er Jahren war Owingen eine der ersten Gemeinden außerhalb der größeren Städte am Bodensee, die eine komplette eigene Kanalisation mit Kläranlage besaß.
Owingen war ab 1939 selbstständige Gemeinde im Landkreis Überlingen, der im Zuge der Kreisreform am 1. Januar 1973 im neuen Bodenseekreis aufging.

### Flugzeugkollision über Owingen 2002
International bekannt wurde die Gemeinde durch die Flugzeugkollision von Überlingen am 1. Juli 2002. Im Luftraum über Owingen stieß eine Passagiermaschine der Bashkirian Airlines (Flugs 2937) mit einem Frachtflugzeug der DHL (Flug 611) zusammen. 71 Menschen starben bei dem Unglück, darunter viele Kinder, die nach Spanien reisen wollten.

### Eingemeindungen
- 1. Januar 1972: Hohenbodman[7]
- 1. Januar 1973: Taisersdorf[7]
- 1. Januar 1975: Billafingen[8]

Owingen und die drei eingemeindeten Orte gehörten zuvor zum Landkreis Überlingen, der am 1. Januar 1973 aufgelöst wurde.

### Einwohnerentwicklung
- 1945: 0670 Einwohner
- 1961: 1661 Einwohner, davon Billafingen 360, Hohenbodman 195, Owingen 0897 und Taisersdorf 209
- 1970: 2233 Einwohner, davon Billafingen 401, Hohenbodman 230, Owingen 1378 und Taisersdorf 224
- 1991: 3509 Einwohner
- 1995: 3829 Einwohner
- 2005: 4105 Einwohner
- 2010: 4226 Einwohner
- 2015: 4246 Einwohner
- 2019: 4509 Einwohner, davon Billafingen 756, Hohenbodman 228 und Taisersdorf 296

## Politik

### Gemeinderat
In Owingen wird der Gemeinderat nach dem Verfahren der unechten Teilortswahl gewählt. Dabei kann sich die Zahl der Gemeinderäte durch Überhangmandate verändern. Der Gemeinderat besteht aus den 16 gewählten ehrenamtlichen Gemeinderäten und dem Bürgermeister als Vorsitzendem. Der Bürgermeister ist im Gemeinderat stimmberechtigt.
Die Kommunalwahl am 9. Juni 2024 führte zu folgendem Ergebnis. 
| Parteien und Wählergemeinschaften | Parteien und Wählergemeinschaften | % 2024  | Sitze 2024 |        | % 2019 | Sitze 2019 |
| FWV                               | Freie Wählervereinigung           | 54,40 % | 9          | 60,7   | 9      |            |
| BWG                               | Bürgerliche Wählergemeinschaft    | 45,60 % | 7          | 39,3   | 6      |            |
| Gesamt                            | Gesamt                            | 100 %   | 16         | 100    | 15     |            |
| Wahlbeteiligung                   | Wahlbeteiligung                   | 69,02 % | 69,02 %    | 68,9 % | 68,9 % |            |

### Bürgermeister
- 1831–1842: Fidel Endres
- 1842–1869: Johann Storck
- 1870–1874: Josef Keller
- 1874–1896: Josef Endres
- 1896–1904: Gerhard Gams
- 1904–1929: Wilhelm Endres
- 1929–1945: Karl Mayer
- 1946: Edwin Lutz
- 1946–1969: Josef Fischer
- 1969–2001: Karl-Friedrich Reiner
- 2001–2009: Günther Former
- Oktober 2009–Januar 2010 Rudolf Fischer
- seit 2010: Henrik Wengert, Freie Wähler

### Verwaltungsgemeinschaft
Owingen ist mit der Gemeinde Sipplingen und der Großen Kreisstadt Überlingen eine Vereinbarte Verwaltungsgemeinschaft eingegangen.

### Wappen
| Wappen der Gemeinde Owingen | Blasonierung: „In Gold (Gelb) ein achtspeichiges, achtschaufliges rotes Mühlrad.“ |
| Wappen der Gemeinde Owingen | Wappenbegründung: Im 19. Jahrhundert zeigte ein Farbdruckstempel die Abbildung der hinter einer Getreidegarbe schräg gekreuzten landwirtschaftlichen Geräte Sense und Rechen. Aufgrund eines Vorschlages des Generallandesarchivs vom Jahre 1902 nahm die Gemeinde das jetzige Wappen an. Es soll auf die Mühle von Owingen hinweisen, die 1207 von Elisabeth von Owingen und ihren Söhnen an das Kloster Salem verkauft wurde. Die badischen Wappenfarben Rot und Gold mögen daran erinnern, dass die Markgrafen von Baden hier schon vor 1200 Besitz hatten. Das Landratsamt Bodenseekreis hat das Wappen und die Flagge am 19. Mai 1981 verliehen. |

### Partnergemeinde

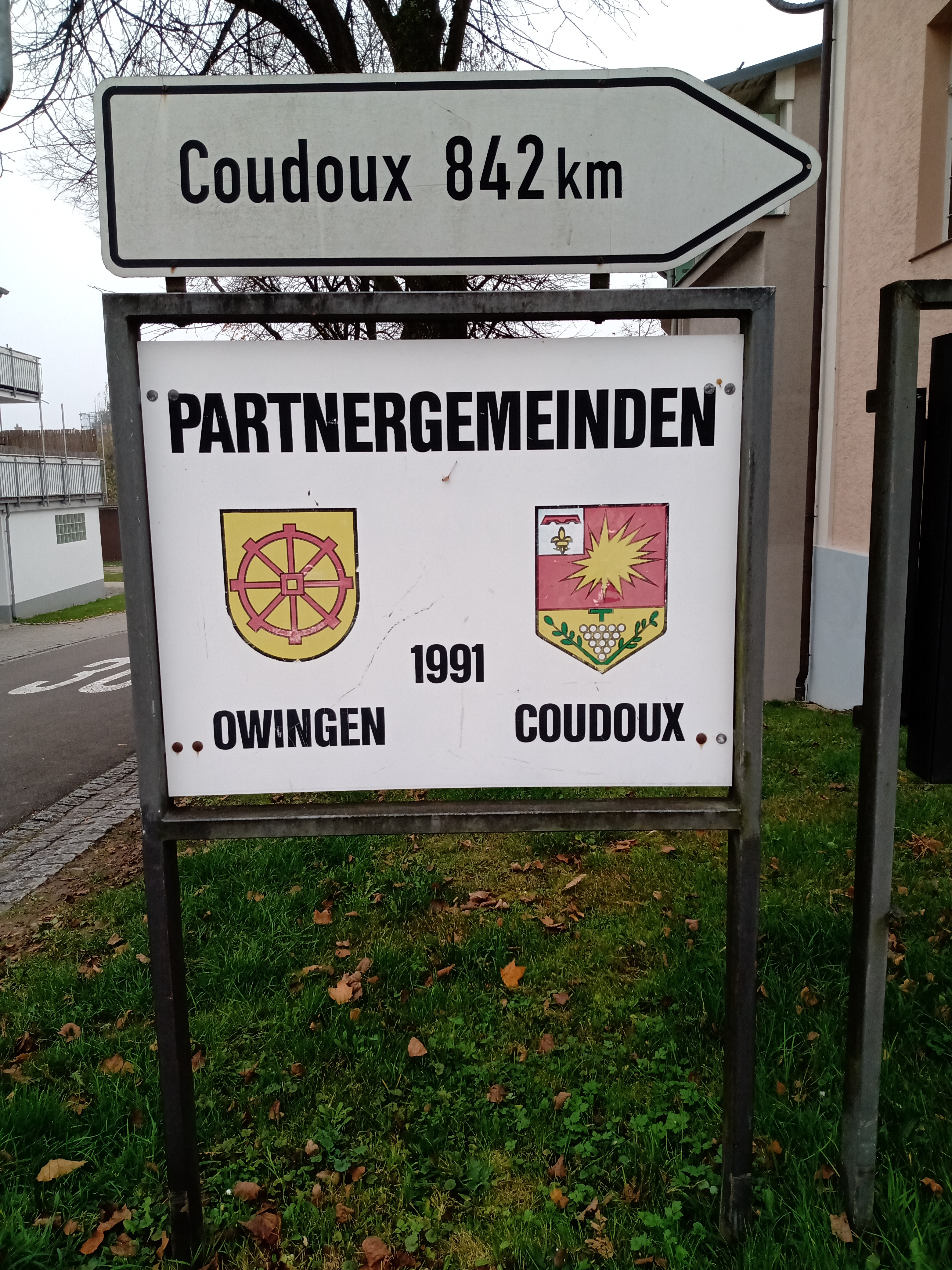
Hinweisschild zur Partnerschaft mit Coudoux

Seit 1991 besteht die Partnerschaft zwischen der Gemeinde Owingen und der südfranzösischen Gemeinde Coudoux (nahe Marseille). Durch langjährige private Kontakte und nach intensiven Vorbereitungen unterzeichneten die beiden damaligen Bürgermeister Karl-Friedrich Reiner und Jean Lacreusette die Partnerschaftsurkunde.

## Kultur und Sehenswürdigkeiten
Die Ursprünglichkeit von Owingen liegt vor allem am Erhalt der historischen Bausubstanz – Es gibt viele Häuser im alten Stil, so dass das historische Ortsbild erhalten wurde. Ein breitausgeschildertes Radwanderwegenetz schafft unmittelbare Nähe zum Bodensee. Durch die Gemeinde verläuft zudem der Jubiläumsweg Bodenseekreis und der Linzgauer Jakobsweg (Via Beuronensis).
Der Lyrikweg Owingen, angelegt für „Gedankengänge rund um Owingen“, führt als Rundweg in etwa eineinhalb Stunden Gehzeit vom Startpunkt am Rathaus Owingen in der Ortsmitte zu Aussichtsplätzen. Entlang des Weges laden sieben Gedichtstelen der Owinger Lyrikerin Gisela Munz-Schmidt zum Nachdenken ein.
Auf der Gemarkungsfläche gibt es mehrere Natur- und Landschaftsschutzgebiete, unter anderem den Heinz-Sielmann-Weiher beim Ortsteil Billafingen. Der Weiher hat drei kleine Inseln und bietet dadurch geschützte Brutmöglichkeiten für zahlreiche Vogelarten.
Beim Ortsteil Billafingen gibt es auch einen Dorf- und Naturlehrpfad mit 33 Stationen.

### Bauwerke

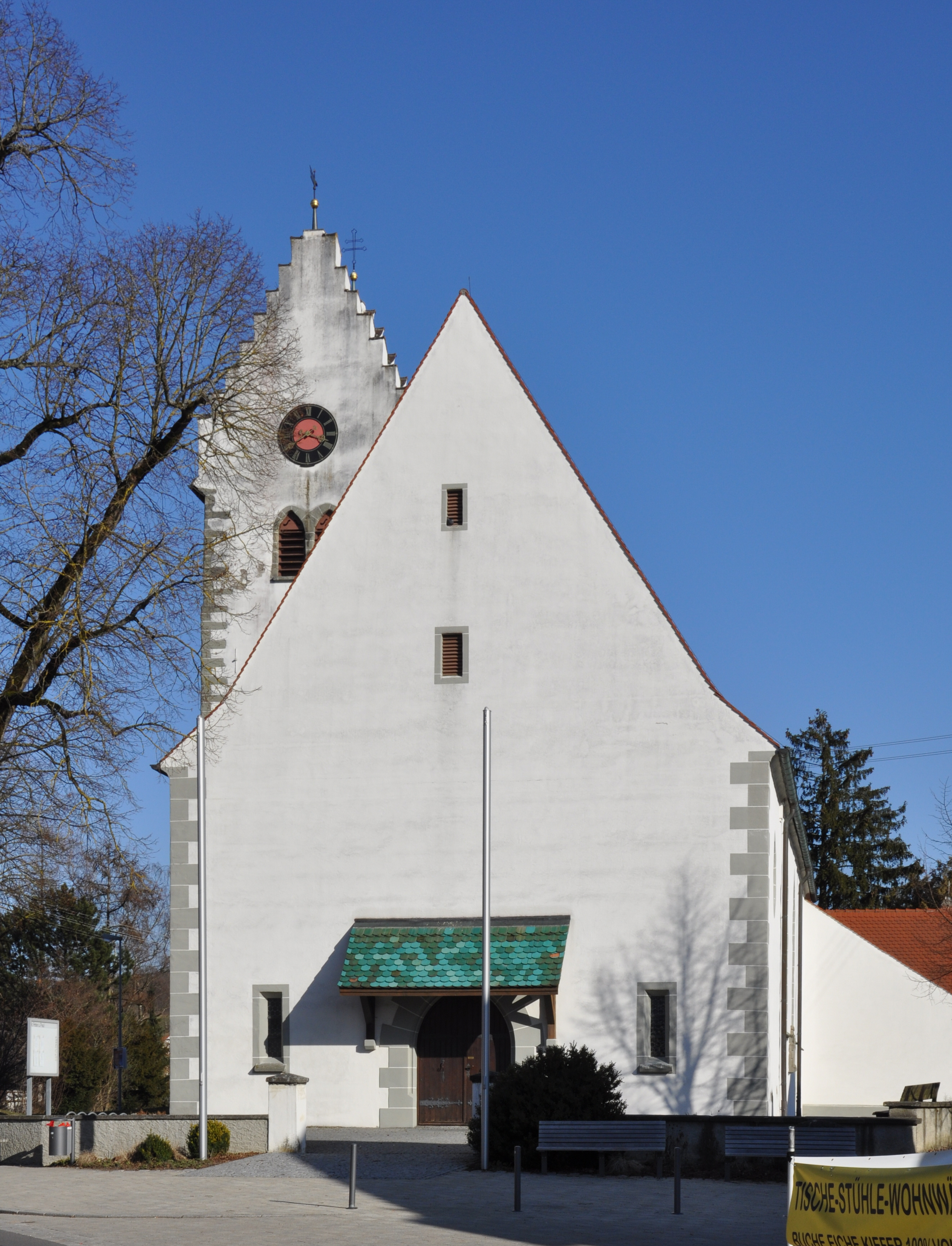
Pfarrkirche St. Peter und Paul

- Die ältesten Bauteile der Pfarrkirche St. Peter und Paul stammen aus dem 13. Jahrhundert. Der Großteil der Kirche wurde um 1500 erbaut und um 1740 barockisiert.
- Der Lugenhof war von 1771 bis 1826 eine offizielle Post- und Relaisstation der Österreichischen Post an der Fernstrecke Wien–Freiburg. Da das Oberamt Stockach eines der zentralen Besitztümer Österreichs war, wurde die Poststation 1777 als „Vorderösterreichische Postanstalt in der Reichsabtei Salmansweiler“ eröffnet. Der Lugenhof war Verkehrsknotenpunkt für die Poststraßen in Ost-West- und Nord-Süd-Richtung. Auch der größte Teil des Breisgaus gehörte damals zu Vorderösterreich, und die Station war Rast- und Ruheort für Reisende von Freiburg nach Wien. Hier wurden die Postpferde umgespannt und Mitfahrende fanden eine Herberge. Die heutige Gastwirtschaft hat ihre Ursprünge in dieser Zeit. Zunächst im Besitz der Reichsabtei Salem, war der Lugenhof 1803 mit der Säkularisation an den Markgrafen von Baden gegangen. Die Bedeutung als Poststation schwand, als sich der Verkehr in den 1820er Jahren auf die Straße von Stockach über Owingen nach Salem verlagerte. Zwischen 1905 und 1987 wurde der Lugenhof als landwirtschaftlicher Betrieb geführt, ehe Max Markgraf von Baden das Anwesen und die Ländereien für einen Golfplatz zur Verfügung stellte. Mit einer aufwändigen Renovierung und einer Modernisierung des denkmalgeschützten Gebäudebestands ging der Lugenhof 2000 mit der Golfanlage in den Besitz des Golfclubs Owingen-Überlingen e. V über.[12]
- Im Ortsteil Taisersdorf befindet sich die Markuskapelle mit einer Glocke von 1751.[13]
- Im 11. Jahrhundert wurde die Burg Hohenbodman erbaut, deren noch erhaltener Bergfried heute das Wahrzeichen der Gemeinde ist und als Aussichtsturm dient.
- Nordöstlich von Owingen liegt in der Nähe des Hofes Häusern der wahrscheinlich frühmittelalterliche Burgstall Kaplinz.
- Beim Weiler Wälde liegt der Burgstall Waldburg.
- Am Schloßbühl bei Owingen liegt ein weiterer Burgstall.[14]

### Naturdenkmäler
In Owingen befindet sich der Birnensortengarten mit 300 vom Aussterben bedrohten Birnensorten.

### Regelmäßige Veranstaltungen

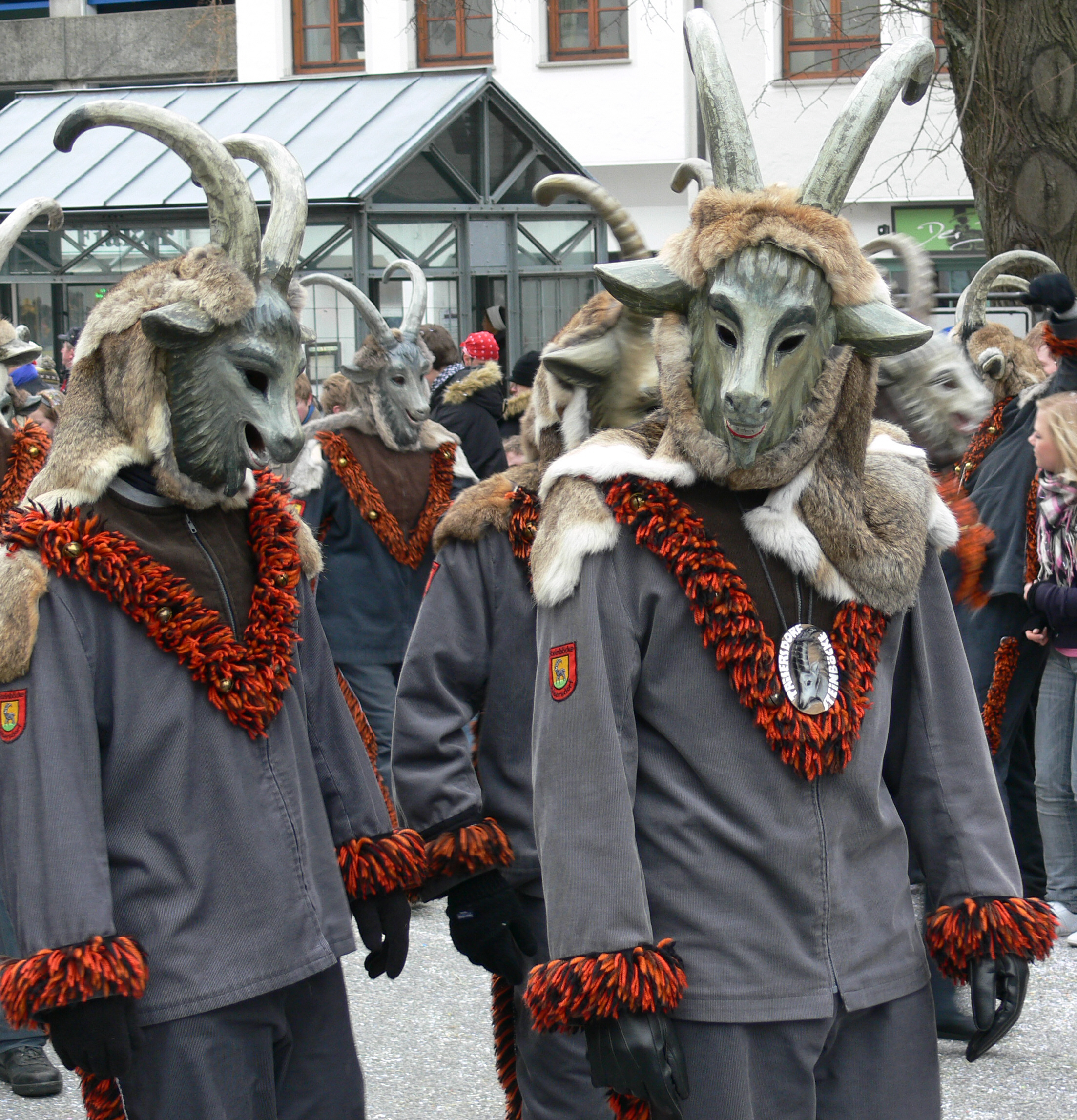
Steinböcke der Steinbockzunft Taisersdorf

- Schwäbisch-alemannische Fasnet mit den „Owinger Hexen“, den „Owinger Nebelspaltern“, der „Steinbockzunft Taisersdorf“, der „Narrengesellschaft Billafingen“ (mit der Narrenfigur „Einhorn“) und den „Bodmer Trole“.
- Oktoberfest vom Musikverein Owingen im September[3]
- Zahlreiche Gartenfeste im Sommer in allen Ortsteilen[3]
- Ganzjährige Veranstaltungen des Owinger Kulturkreises[3]

## Wirtschaft und Infrastruktur
Die bis zum Zweiten Weltkrieg rein bäuerlich-handwerklich geprägte Gemeinde profiliert sich in jüngerer Zeit vor allem als Ferien- und Ausflugsort, es gibt aber auch einige mittelständische Unternehmen des produzierenden Gewerbes. In der Gemeinde Owingen gibt es 35 Kleinbrenner (Stand: Dezember 2011).

### Verkehr
Von Überlingen, das über die Bundesstraße 31 und mit der Bahn zu erreichen ist, gelangt man über die Landesstraße 195 oder mit dem Bus nach Owingen. Die Gemeinde gehört dem Bodensee-Oberschwaben Verkehrsverbund (bodo) an.
Durch eine Alltagsroute aus dem Radnetz Baden-Württemberg ist Owingen mit Überlingen und in der anderen Richtung über Herdwangen mit Pfullendorf verbunden.
Am Owinger Rathaus endet die fünfte und beginnt die sechste Etappe des Jubiläumswegs, eines 111 Kilometer langen Wanderweges, der 1998 zum 25-jährigen Bestehen des Bodenseekreises ausgeschildert wurde. Er führt über sechs Etappen durch das Hinterland des Bodensees von Kressbronn über Neukirch, Meckenbeuren, Markdorf, Heiligenberg und Owingen nach Überlingen.

### Bildung
Owingen verfügt über eine Grundschule und insgesamt drei Kindergärten.

## Persönlichkeiten

### Söhne und Töchter
- Manfred Hättich (1925–2003), Politikwissenschaftler

### Ehrenbürger
- Lambert Baiker, Schweizer Fabrikant, der seine Heimat immer wieder finanziell unterstützte.[13]
- Ernst Zeiser
- Adolf Futterer, Pfarrer
- Karl-Friedrich Reiner, Altbürgermeister
- Konrad Amann
- Johann Hornstein
- Josef Fischer

### Persönlichkeiten, die vor Ort gewirkt haben
- Peter Berthold (* 1939), Ornithologe und Verhaltensforscher
- Dorle Ferber (* 1952), Musikerin und Autorin